# Phacelia congesta
Phacelia congesta là loài thực vật có hoa trong họ Mồ hôi. Loài này được Hook. miêu tả khoa học đầu tiên năm 1835.